# Labidesthes sicculus
Labidesthes sicculus ist ein kleiner, maximal 13 cm lang werdender Süßwasserfisch aus der Familie der Atherinopsiden (Neuweltliche Ährenfische).

## Merkmale
Labidesthes sicculus ist schlank und langgestreckt, das Maul ist endständig. Die Fische sind beinahe transparent mit einem hellen olivgrünen Rücken. Die Schuppen auf der Rückenseite besitzen dunkle Ränder, so dass ein Netzmuster entsteht. Ein schmaler, schwarzer Streifen erstreckt sich zwischen erster und zweiter Rückenflosse und weiter zum Schwanzstiel. Die Körperseiten, der Kiemendeckel und die Kopfunterseite sind silbrig-weiß und haben irisierende blau-grüne Flecken. Die Unterseite des Unterkiefers ist schwarz. An den Flanken findet sich ein silbriges Band, das nach hinten schmaler wird und oft mit schwarzen Pigmenten unterlegt ist. Geschlechtsreife Fische haben gelb bis orange angelaufene Flossen und ein rotes Maul. Der Darm ist kurz und S-förmig gebogen. Das Verhältnis zwischen Darmlänge und Gesamtlänge liegt bei 0,5.
- Flossenformel: Dorsale 3–8/9–13, Anale >20/20–27; Pectorale 12–13; Ventrale 6.
- Schuppenformel mLR >60.
- Kiemenreusenrechen: 24–29.[1]

## Verbreitung
Die Fische leben vom Sankt-Lorenz-Strom und den Großen Seen (mit Ausnahme des Oberen Sees) über das Stromgebiet des Mississippi südlich bis nach Louisiana, sowie vom Stromgebiet des Santee River in South Carolina bis Galveston Bay in Texas. Nördlich von South Carolina kommen sie östlich der Appalachen nicht mehr vor.

## Lebensweise
Labidesthes sicculus lebt an der Oberfläche von Seen, Teichen, Bächen, kleinen und großen Flüssen, normalerweise in offenem Wasser und ernährt sich von Zooplankton, darunter Ruderfußkrebse, Wasserflöhe und Mückenlarven.